# Ferran d'Aragó i Conejo
Ferran d'Aragó i Conejo (nascut a València a mitjans del segle XV) fou un cavaller de l'Orde de Sant Joan de Jerusalem que arribà ser Prior de Catalunya (1491-1511).
Era fill natural d'Alfons d'Aragó i Escobar, duc de Vilafermosa, comte de Ribagorça i Cortes i baró d'Arenós, i de Estenga Conejo. Era net de Joan II d'Aragó per part de pare.
El 1487 va intentar usurpar el càrrec de Prior de Catalunya al seu legítim possessor, fra Jaume de la Geltrú, que s'havia traslladat a  Rodes per defensar-la dels turcs. Des del Convent es va nomenar Bernat Hug de Rocabertí com a jutge del conflicte, que va determinar que el priorat pertanyia a Geltrú, però quan aquest va morir fou succeït per Ferran d'Aragó.